# Matyáš z Arrasu
Matyáš z Arrasu (francouzsky Mathieu d’Arras, 1290?, Arras – 1352, Praha) byl francouzský architekt, stavitel a kameník. Byl prvním stavitelem katedrály sv. Víta v Praze a položil základy katedrální architektury v Čechách.
Své dílo na stavbě katedrály sv. Víta nedokončil. Po jeho smrti v roce 1352 převzal roku 1356 stavební huť i rozestavěné stavby mladý stavitel Petr Parléř, který původní návrhy upravil. V katedrále upomínají na Matyáše z Arrasu jeho busta v triforiu vysokého chóru a fragment náhrobní desky, nalezený roku 1928 v severním rameni chórového ochozu.
Matyáš z Arrasu se mimo jiné podílel i na projekčních pracích nového Kamenného mostu, Nového Města pražského a kostela Matky Boží před Týnem.

## Život
Matyáš z Arrasu se narodil v roce 1290 v severovýchodní Francii ve městě Arras. O jeho narození, dětství a mládí není příliš známo. Ve zralém věku na začátku čtyřicátých let 14. století, pracoval u papežského dvora v Avignonu, patrně jako člen huti severofrancouzského mistra Jeana de Louvres. Působil zde jako kameník a stavitel. Tehdy byl Matyáš již slavný a při stavbách uplatňoval své velké vzory, kterými byly díla Jeana Dechampse a jeho syna – gotické katedrály ve městech jižní Francie, v Rodez, Narbonne a v Toulouse.
Právě v Avignonu se s ním během svého pobytu seznámil mladý moravský markrabě Karel IV. Velmi obdivoval jeho stavby a vyzval jej k vybudování nového reprezentativního chrámu pro pražské arcibiskupství na pražském Hradě. Bylo to  v roce 1342 a Matyášovi tehdy bylo přes padesát dva let. Nabídku přesto přijal.

## Katedrála svatého Víta

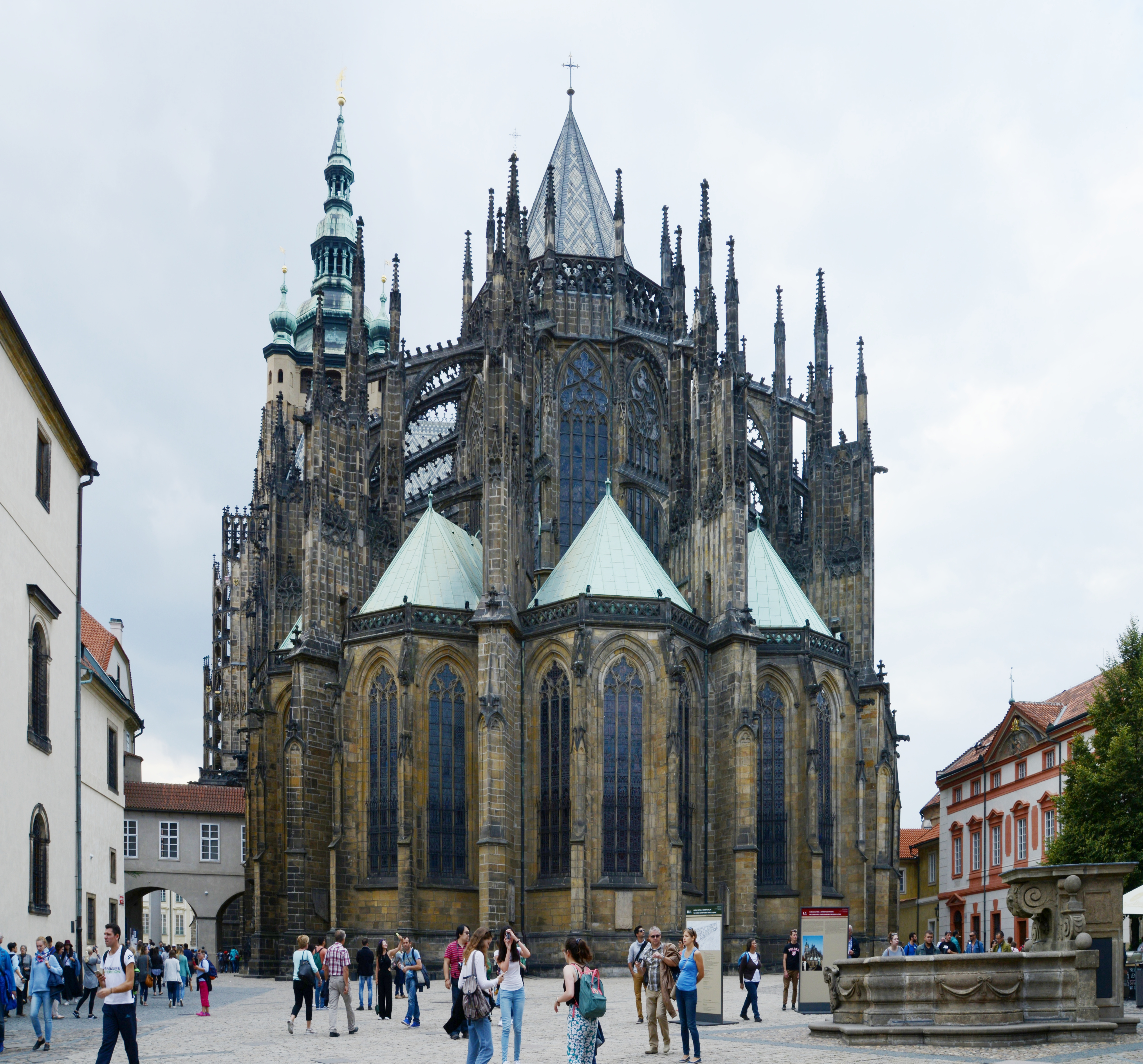
Zadní část katedrály sv. Víta, která je dílem Matyáše z Arrasu

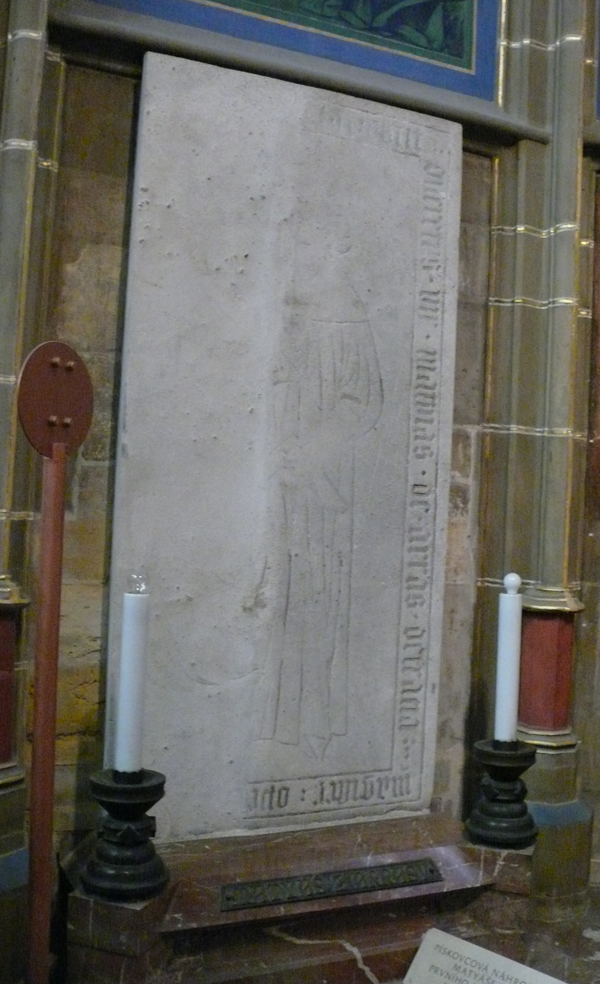
Pískovcová náhrobní deska Matyáše z Arrasu ve svatovítské katedrále

Matyáš z Arrasu plánoval stavbu katedrály dva roky. Navrhl ji ve stylu jihofrancouzských gotických katedrál v Rodezu a Narbonne. Karel IV. ustanovil Matyáše mistrem stavební huti a stavitelem katedrály. Matyáš tak na Hradčanech založil vlastní stavební huť. Stavba katedrály začala v roce 1344 po jeho příjezdu do Prahy spolu s královskou družinou Karla IV.
Dne 21. listopadu 1344 Jan Lucemburský položil základní kámen katedrály sv. Víta v souvislosti s povýšením pražského biskupství na arcibiskupství. Přítomni byli dva z králových synů Karel IV. a Jan Jindřich, také pražský arcibiskup Arnošt z Pardubic.
Matyáš z Arrasu stavbu zahájil východním kněžištěm, aby se co nejdřív mohly sloužit mše. V chóru ve tvaru podkovy zbudoval osm kaplí se shodným půdorysem a závěr chóru s arkádami až po triforium. Celek je střízlivý a prostý. Na jihu započal stavbu kaple svatého Kříže, která byla zprvu umístěna samostatně mimo rozestavěnou část katedrály.
Matyáš z Arrasu pracoval na katedrále osm let. V roce 1352 ve svých dvaašedesáti letech zemřel. Je pohřben v katedrále sv. Víta, kde má i pískovcovou náhrobní desku.
Pro nedokončenou katedrálu hledal Karel IV. nástupce a podařilo se mu to až po čtyřech letech. Byl jím mladý teprve třiadvacetiletý Petr Parléř, který se narodil ve Švábském Gmündu a pocházel z významného stavitelského rodu. Od roku 1356 převzal vedení stavby.

## Další stavby
Karel IV. se s Matyášem z Arrasu radil i nad plány Nového Města pražského a Týnského chrámu. Plány byly promyšlené, protože si Karel IV. vzal za vzor hlavní město Svaté říše římské a Jeruzalém. Byly navrženy rovné ulice, náměstí, kostely, hradby a brány, které dosud tvoří základ pražského města.
Při stavbě města šlo Karlu IV. o křesťanskou mystiku a symboliku. Při pohledu z výšky je dobře vidět pět kostelů tvořících pravidelný kříž, který je orientován ke starému královskému sídlu na Vyšehradě.  Těchto pět kostelů vytvářejících kříž mělo přinést městu velké požehnání. Jde o kostel Panny Marie a Emauzský klášter (založený 1347), kostel Nanebevzetí Panny Marie a sv. Karla Velikého s klášterem na Karlově (1350), kostel sv. Kateřiny (1355), kostel Zvěstování Panny Marie Na trávníčku (1360) a kostel sv. Apolináře (1362).   

## Významná díla
- Katedrála svatého Víta
- Nové Město pražské
- Kostel Matky Boží před Týnem